# Готфрид II (Вюрцбург)
Готфрид II (на немски: Gottfried II; † 24 август 1197, Вюрцбург) е през 1197 г. епископ на Вюрцбург.

## Биография
Той е вероятно син на Готфрид фон Гунделфинген († сл. 1172) и брат на Улрих I фон Гунделфинген († сл. 1228).
Готфрид II първо е катедрален схоласта и пропст във Вюрцбург и след смъртта на епископ Хайнрих фон Берг († 14 април 1197) е избран през лятото на 1197 г. за епископ на Вюрцбург, но умира след два месеца.